# Коза ностра (албум)
Коза ностра је десети студијски албум музичке групе Рибља чорба, објављен 1990. године.
Са овог албума као хитови су се највише издвојиле љубавне песме „Ја је гледам како спава“ и „Где си у овом глупом хотелу“. Као и песме: „Ал капоне“, „Хеј како ти је сад“, „Црна Гора, Бар“, „Тито је ваш“ и „Деца“.
„Тито је ваш“ је била проблематична јер је Тито у то време, десет година после смрти, још увек био „недодирљив.“ „Црна Гора, Бар“ је била обрада песме „Memphis, Tennessee“ Чака Берија.
Ово је први албум који је Рибља чорба снимила у новом саставу, са Зораном Илићем који је заменио Николу Чутурила.

## Списак песама
1. Ал Капоне — 3:54
2. Ја је гледам како спава — 4:33
3. Деца — 3:14
4. Бејби — 2:43
5. Хеј, како ти је сад — 3:38
6. Тито је ваш — 4:52
7. Где си у овом глупом хотелу — 5:13
8. Миливоје ватрогасац — 3:45
9. Жикица Јовановић Шпанац — 3:36
10. Црна Гора, Бар — 3:05

## Чланови групе
- Бора Ђорђевић — вокал
- Видоја Божиновић — гитара
- Зоран Илић — гитара
- Миша Алексић — бас-гитара
- Вицко Милатовић — бубњеви

### Гостујући музичари на албуму
- Бранимир Штулић — пратећи вокали
- Јура Пађен — пратећи вокали
- Томислав Шојат — пратећи вокали
- Бранко Кнежевић — пратећи вокали
- Горица Поповић — пратећи вокали
- Снежана Јандрлић — пратећи вокали
- Биљана Крстић — пратећи вокали
- Саша Локнер — клавијатуре